# Nausinoe quadrinalis
Nausinoe quadrinalis is een vlinder van de familie van de grasmotten (Crambidae), uit de onderfamilie van de Spilomelinae. De wetenschappelijke naam van deze soort is voor het eerst voorgesteld als Lepyrodes quadrinalis door Achille Guenée in een publicatie uit 1854.
De soort komt voor in Mali, Rwanda, Zimbabwe en het eiland Aldabra (Seychellen).